# الاتحاد المصري للهوكي
الاتحاد المصري للهوكي (EHF) هو الهيئة الإدارية لرياضة الهوكي في مصر. يقع مقره في مدينة نصر في القاهرة. وهو تابع لاتحاد الهوكي الدولي (IHF) والاتحاد الأفريقي للهوكي (AHF).

## روابط خارجية
- FIH-مصر